# شتیخوویتسه
شتیخوویتسه (به لاتین: Štěchovice) یک منطقهٔ مسکونی در جمهوری چک است که در ناحیه پراگ-غرب واقع شده‌است. شتیخوویتسه ۱۴٫۳ کیلومتر مربع مساحت و ۱٬۶۸۶ نفر جمعیت دارد و ۲۱۵ متر بالاتر از سطح دریا واقع شده‌است.